# 梶原清
梶原 清（かじわら きよし、1921年11月2日 - 2012年2月9日）は、日本の政治家、運輸官僚。参議院議員（2期）。
民主党前衆議院議員の梶原康弘は息子。

## 来歴
兵庫県出身。京都帝国大学法学部卒業。1950年、運輸省に入省する。1978年に自動車局長などを歴任。1979年に退官し、1980年の第12回参議院議員通常選挙に自由民主党から立候補し初当選。1992年に引退し、日本自動車ターミナル代表取締役社長に就任。2000年秋の叙勲で、勲二等旭日重光章受章。
2012年2月9日、肺炎のため東京都の病院で死去、90歳。死没日をもって正四位に叙される。